# Emilio Martínez (meksykański piłkarz)
Emilio Martínez González (ur. 2 lutego 2003 w Córdobie) – meksykański piłkarz występujący na pozycji prawego obrońcy, od 2023 roku zawodnik Necaxy.